# Jean Bernard (compagnon du devoir)
Pour les articles homonymes, voir Bernard et Jean Bernard.
Jean Bernard, né le 17 décembre 1908 à Argenteuil et mort le 12 mai 1994 à Boulogne-Billancourt, est un compagnon du devoir.
Il est à l'origine, avec d'autres compagnons, de l'Association ouvrière des compagnons du devoir et du tour de France, une des trois organisations compagnonniques françaises actuelles. Il a été reçu compagnon tailleur de pierre par son dévouement et l'énergie considérable qu'il déployait pour créer un mouvement compagnonnique fédérateur de tous les métiers et de tous les rites confondus.

## Biographie
Il est le fils de Joseph Bernard qui lui était tailleur de pierre. Son nom de compagnon est la Fidélité d'Argenteuil.
Dans la revue pétainiste et anti-maçonnique : Les Documents maçonniques 1941, numéro 3, page 21, Jean Bernard nous donne son point de vue sur l'Union compagnonnique.
Artiste complet, il est aussi écrivain, tailleur de pierre, sculpteur et peintre.
Avec Yvonne de Coubertin, nièce de Pierre de Coubertin, il crée la Fondation de Coubertin.
Il est inhumé au cimetière ancien de Boulogne-Billancourt, auprès de son père.

## Principales œuvres artistiques
Parmi ses nombreuses œuvres, on peut retenir particulièrement :
- 1924 : à 16 ans, sa première fresque ;
- 1927 : illustration du grand Évangile de Saint Jean et sa publication en 130 exemplaires. Durant huit ans, il réalise les 250 planches que nécessite la gravure de plus de 2 000 bois ;
- 1938 : fresque de 600 mètres carrés pour[3];
- 1948 : décoration de l'église Saint-Antoine-de-Padoue à Paris ;
- 1950 : illustration de l'Apocalypse de saint Jean en gravures sur cuivre ;
- 1956 : illustration des trois Épîtres de Saint Jean et des cinq prières de Péguy en gravure sur bois ;
- 1965 : autel en pierre et en bronze de la basilique Saint-Victor de Marseille ;
- 1968 : porte monumentale en bronze de la Maison des Compagnons du Devoir de Toulouse ;
- 1974 : porte de la collégiale de Saint-Lô.

## Œuvres littéraires
- Directeur pendant cinquante-deux ans du Journal du compagnonnage.
- Il est à l'origine de la création de l'Imprimerie et de la librairie du Compagnonnage.
- Il lance le grand projet d'Encyclopédie des métiers.
- Son livre principal, Le Compagnonnage, rencontre de la Jeunesse et de la Tradition, paraît aux Presses universitaires de France, en 1972.

Prix Sobrier-Arnould de l’Académie française en 1973
- Nombreuses chroniques mensuelles dans le Journal du compagnonnage

## Œuvre compagnonnique
Il est le principal artisan de la création de l'Association ouvrière des Compagnons du Devoir qu'il préside jusqu'en 1969.

## Autres distinctions
En 1960, l'Académie française lui décerne le prix Paul-Verlaine pour son ouvrage Survivance et en 1983, il reçoit le Grand Prix des Métiers d'Art.